# Ferzat Jarban
Ferzat Jaban (mort le 19 ou 20 novembre 2011), caméraman indépendant, est considéré comme le premier journaliste syrien tué alors qu'il couvre la révolution syrienne, selon le Comité pour la protection des journalistes,. Il est retrouvé mort au lendemain de son arrestation pour avoir couvert une manifestation antigouvernementale et les affrontements entre manifestants et forces de sécurité à Al-Qusayr, dans le gouvernorat de Homs, Syrie. Ses vidéos sont diffusées sur plusieurs médias satellites arabes.

## Mort
Ferzat Jarban est arrêté par les services de renseignement syriens le samedi 19 novembre 2011, alors qu'il filme des manifestations contre le gouvernement du président Bachar el-Assad à Al-Qusayr, selon des témoins oculaires. Le corps de Ferzat Jarban est retrouvé le lendemain matin dans une des rues principales de la ville, avec deux blessures par balle, son cadavre est « extrêmement mutilé », énucléé,  ,,  , ,.

## Contexte
Les arrestations et la disparition d'autres journalistes en Syrie au cours de cette période sont suivies par le Comité pour la protection des journalistes (CPJ) et d'autres organisations de défense de la liberté de la presse. On ne sait pas si Ferzat Jarban est effectivement le premier journaliste tué en Syrie parce que d'autres sont portés disparus. Au moment où Jarban meurt, cela fait 8 mois que les manifestations contre le gouvernement au pouvoir en Syrie se déroulent et sont réprimées de plus en plus violemment alors que l'armée soutient le président Assad et les groupes de défense des droits de l'homme estiment que 3 500 personnes sont déjà mortes. Dans le même temps, les réponses internationales à la Syrie, comme celles de la Ligue arabe et de la Turquie, sont également intensifiées.
Le meurtre de Ferzat Jarban a lieu le lendemain du rejet par le gouvernement Assad d'une mission de surveillance exigée par la Ligue arabe appelant à des changements dans le plan. Les forces syriennes tuent 17 personnes le samedi 19 novembre.
Au moins quatre autres personnes auraient été tuées par les forces de sécurité à Al-Qusayr le dimanche 20 novembre 2011, lendemain de l'arrestation de Jarban et jour où il est retrouvé mort.

## Réactions
Mohamed Abdel Dayem, coordinateur du programme du CPJ pour le Moyen-Orient et l'Afrique du Nord déclare : « Le meurtre brutal de Ferzat Jarban illustre les efforts que le gouvernement syrien déploiera pour supprimer les reportages indépendants. Nous exigeons la libération de tous les journalistes qui restent en détention et tenons le gouvernement pour responsable de leur bien-être. » .
Irina Bokova, directrice générale de l'UNESCO, déclare : « Cette attaque impitoyable ne doit pas rester impunie. Il s'agit d'une violation du droit fondamental de l'homme à la liberté d'expression et du droit et du devoir inaliénables des journalistes de mener leur travail en toute sécurité et sans entrave. J'appelle le gouvernement syrien à mettre immédiatement fin à toutes les formes de violence contre les journalistes. J'appelle également les autorités à mettre fin à la répression flagrante contre ceux qui couvrent les événements en cours dans le pays. » , .